# Alváca
Alváca (románul: Vața de Jos), település Romániában, Erdélyben, Hunyad megyében.

## Fekvése
A Fehér-Körös mellett, Körösbányától nyugatra, Baszarabásza, Felváca között fekvő település.

## Története
Alváca (Vácza) nevét 1439-ben említette először oklevél Felső Vattya és Vattya (Vacchya) néven. Ekkor már két Váca nevű település volt egymás mellett, a mai Al- és Felváca; mindkettő a világosi vár tartozékai közé számított.
1760-1762 között Alváca közelében kénes-sós gyógyfürdőről írtak, melynek 36 Celsius-fokos vize volt. 1808-ban Vácza (Al-), Vacza de dzsosz, 1888-ban Alvácza néven említették.
1910-ben 397 lakosából 49 magyar, 5 német, 343 román volt. Ebből 33 római katolikus, 345 görögkeleti ortodox, 11 izraelita volt. A trianoni békeszerződés előtt Hunyad vármegye Körösbányai járásához tartozott.